# Первый Астраханский Калмыцкий полк
Первый Астраханский калмыцкий полк был сформирован 20 июля 1811 года из калмыков, проживавших в Астраханской, Саратовской, Кавказской губерниях и в пределах Войска Донского, полк участвовал при взятии Парижа. 
Командиром полка был назначен Джамба-тайши Тундутов.
Тундутов дал обещание Халчинскому пополнить все недочеты в снаряжении полка, но Дублянский доносит, что «при сформировании вооруженных и половины не было, а ныне до 100 человек не вооружены, аммуниция состоит в национальной неединообразной одежды».
С 8-го по 18-е августа 1812 полк участвовал в неоднократных стычках с неприятелем при отражении его переправы через реку Буг, 9-го сентября в преследовании неприятеля от реки Стыр до города Брест-Литовска. С 28-го сентября по 16-е октября в экспедиции генерала Чернышёва в Варшаву в сражении под Волковыском. 7-го ноября под Свиничи полк удерживал противника при отступлении русской армии на реку Муховец
В 1813 году Первый Астраханский Калмыцкий полк принимал участие в блокаде крепости Модлина до её капитуляции. В октябре того же года в составе корпуса Сакена участвовал в битве под Лейпцигом
В 1814 году полк принимал участие в сражении при Фер-Шампенуазе.
20 ноября 1814 года Первый Астраханский Калмыцкий полк с командиром вернулись в родные степи. Из 528 человек вернулось 385.
В степях ходили слухи что полк с командиром перешли на сторону французов, ходили и другие тревожные слухи, что взволновало калмыцкое население, исходили они из брата Джамбы-Тайши Тундутова - Эрдена-Тайши Тундутова.